# Громада (Польша)
Громада — наименьшая административно-территориальная единица в Польше в 1954—1972 годах.

## История
Громады существовали во межвоенной Польше (1918—1939), а также после Второй мировой войны до конца 1954 года в качестве вспомогательных административных единиц в составе гмин.
29 сентября 1954 года была осуществлена реформа, согласно которой вместо ранее существовавших 3001 гмин было создано 8789 громад, ставших наименьшими административными единицами. Одна громада охватывала несколько деревень. Исполнительным органом громады являлась «громадская народная рада» (совет громады), включавшая в себя от 9 до 27 представителей в зависимости от численности населения. С 1 января 1973 года, в результате очередной реформы, громады были вновь заменены более крупными гминами.
В настоящее время административной единицей, соответствующей громаде, является солецтво — дополнительное, опционное формирование.